# Carl Heinrich Ebmeier

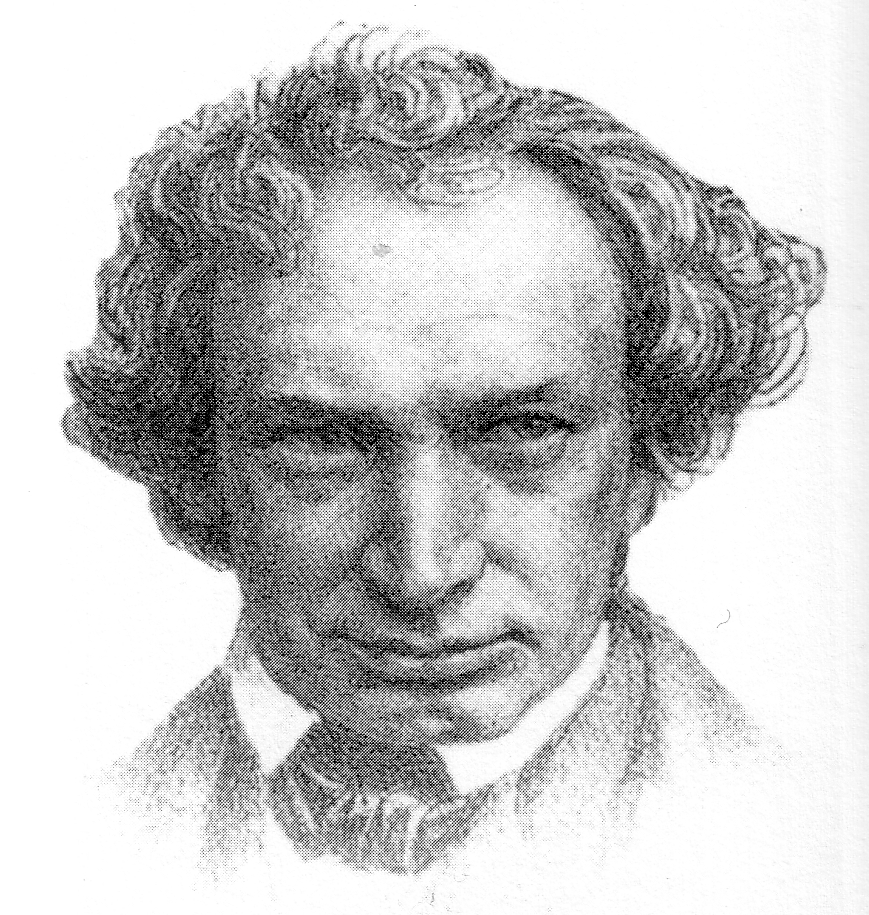
Carl Heinrich Ebmeier

Carl Heinrich Ebmeier (* 22. Dezember 1793 in Schlüsselburg; † 7. Mai 1850 in Paderborn) war Jurist und Mitglied der Frankfurter Nationalversammlung.

## Leben und Wirken
Ebmeier war Sohn eines Domänenpächters. Nach der Schule begann er mit dem Studium der Rechtswissenschaften in Halle (Saale) und wurde dort Mitglied des Corps Guestphalia. An den Befreiungskriegen nahm er als Kavallerist teil und wurde dabei schwer verwundet. Anschließend setzte er seine Studien in Göttingen fort. Dort lernte er Jodocus Temme kennen. Später war Ebmeier zunächst Richter in Preußisch Oldendorf, Minden und Rahden, ehe er zum Vizepräsidenten des Oberlandesgerichts Paderborn aufstieg.
Während der ländlichen Unruhen im Paderborner Land zu Beginn der Deutschen Revolution von 1848 unterzeichnete Ebmeier zusammen mit dem Gerichtspräsidenten Lange einen Aufruf gegen die „Zusammenrottungen und Gewalttathaten“. Ebmeier wurde für den Wahlkreis Lübbecke-Herford in die Frankfurter Nationalversammlung gewählt. Dort schloss er sich dem rechten Zentrum (Casino) an. Während seiner Zeit in Frankfurt schrieb er zahlreiche Berichte über die Ereignisse, die in den verschiedenen westfälischen Zeitungen abgedruckt wurden. Nachdem im Mai 1849 die preußische Regierung die Mandate der aus Preußen stammenden Abgeordneten für erloschen erklärte, gehörte Ebmeier dennoch weiter dem Rumpfparlament in Frankfurt an, machte aber die Verlegung nach Stuttgart am 30. Mai 1849 nicht mit.